# Marcel Falk
Marcel Falk (geboren am 25. Januar 1977 in Anklam) ist ein deutscher Politiker der Sozialdemokratischen Partei Deutschlands (SPD). Seit 2021 ist er Abgeordneter des Landtags von Mecklenburg-Vorpommern.

## Leben
Seine Eltern waren als Maurer bzw. als Verwaltungsangestellte tätig. Er wuchs in Stolpe an der Peene auf. Im Jahr 1995 legte er das Abitur am Lilienthal-Gymnasium Anklam ab. Von 1995 bis 1996 leistete er Wehrdienst bei der Bundeswehr am Standort Torgelow. Anschließend begann er ein Studium der Betriebswirtschaftslehre an der Universität Greifswald, welches er im Mai 1998 nach einer schweren Verletzung beendete. Er absolvierte dann von September 2000 bis ins Jahr 2003 eine Ausbildung zum Verwaltungsfachangestellten. Anschließend arbeitete er im Tourismusbereich der Stadt Anklam. Dort engagierte er sich in der Schwerbehindertenvertretung. Ab Januar 2005 war er als Arbeitsvermittler in der Sozialagentur des Kreises Ostvorpommern tätig. Im Jahr 2012 wurde er Assistent der Geschäftsführung bei der Volkssolidarität Ostvorpommern-Greifswald. Seit 2018 arbeitete er beim Landkreis Vorpommern-Greifswald im Kreiswahlbüro, als Radwegemeister, für Leistungen nach dem Asylbewerberleistungsgesetz und zuletzt als Sachbearbeiter für Asylbewerberleistungen.
Marcel Falk ist geschieden, er hat zwei Kinder.

## Politik
Er wurde im Jahr 1999 in die Gemeindevertretung der Gemeinde Stolpe an der Peene gewählt. Dort war er bis 2004 Vorsitzender des Finanzausschusses. 2004 wurde er von der Gemeindevertretung zum Bürgermeister der Gemeinde Stolpe an der Peene gewählt und 2009, 2014 und 2019 in dieser Funktion wiedergewählt, zuletzt mit 78,8 Prozent.
Bei der Landtagswahl 2016 trat er im Landtagswahlkreis Vorpommern-Greifswald II als parteiloser Kandidat für die Partei Die Linke an, schafft mit 16,4 % der Erststimmen jedoch nicht den Einzug in den Landtag. Bei der Landtagswahl 2021 gewann er den Wahlkreis für die SPD mit 28,2 Prozent der Erststimmen und wird damit den Wahlkreis im 8. Landtag Mecklenburg-Vorpommern vertreten.

## Mitgliedschaften und Ehrenamt
- seit 2009 Vorsitzender des Vereins Vorpommersche Dorfstraße
- Vorsitzender des Schulfördervereins Grundschule Gebrüder Grimm in Anklam
- Vorsitzender der lokalen LEADER-Arbeitsgruppe „Flusslandschaft Peenetal“
- am Amtsgericht Greifswald als ehrenamtlicher Richter tätig.